# 天马乡
天马乡，是中华人民共和国四川省资阳市安岳县下辖的一个乡镇级行政单位。

## 行政区划
天马乡下辖以下地区：
土桥村、聚宝村、东学村、鱼海村、龙塘村、铁盔村、贤庄村、油井村、堰坝村和画青村。